# Riviera Ridge
Riviera Ridge ist ein Gebirgskamm an der Scott-Küste des ostantarktischen Viktorialands. Er ist der westlichere zweier ausladender und größtenteils eisfreier Gebirgskämme, die sich vom Mount Morning ausgehend in nördlicher Richtung erstrecken. An seinem nördlichen Ende befinden sich der Mount Hubbard und der Lake Morning.
Die Benennung erfolgte auf Vorschlag der neuseeländischen Geologin Anne C. Wright, die hier zwischen 1985 und 1986 auf mediterran anmutende Wetterbedingungen stieß, die im Kontrast zu den extremen Verhältnissen auf dem nahegelegenen Hurricane Ridge standen.